# Henri Couttet
Henri Couttet (8. června 1901 – 11. října 1953) byl francouzský reprezentační hokejový útočník.
V roce 1920 byl členem Francouzského hokejové týmu, který skončil šestý na zimních olympijských hrách.